# Шимек, Юрай
Юрай Шимек (словац. Juraj Šimek; род. 23.11.1969, Прешов, Чехословакия) — словацкий и швейцарский хоккеист, нападающий.

## Карьера
До переезда в Северную Америку, Шимек играл в Швейцарии, где выступал за основные и молодежные составы клубов НЛА: «Клотен Флаерс», СК Берн и ХК «Боль». После удачного сезона в составе молодежной команды «Клотен Флаерс» в сезоне 2005/06 годов, нападающий в Драфте НХЛ 2006 года был выбран в шестом раунде под 167-м номером клубом НХЛ Ванкувер Кэнакс.
Сезон 2006/07 годов он выступал в клубе ЗХЛ «Брэндон Вет Кингс». В дебютном сезоне Шимек набрал 57 очков в 58 играх, получив свой первый НХЛ-ый контракт 23 июля 2007 года, с «Ванкувер Канакс». Правда в следующем сезоне дебютировал в Американской хоккейной лиге за фарм-клуб «Канакса» «Манитоба Мус», где набрал 17 очков в 66 играх. 6 октября 2008 года, вместе с Лукашем Крайчеком обменян в Тампу-Бэй Лайтнинг на Мишеля Улле и Шейна о'брайена.
Отыграв еще два сезона за клубы АХЛ, принял решение вернуться в Европу, где заключил контракт с клубом Женева-Серветт.
В сезоне 2014/15 выступал за финский клуб ТПС.
Принимал участие в составе молодежной сборной Швейцарии на чемпионате мира среди молодежных команд.